# Oberrothmühle
Oberrothmühle ist ein Gemeindeteil der Stadt Feuchtwangen im Landkreis Ansbach (Mittelfranken, Bayern). Oberrothmühle liegt in der Gemarkung Banzenweiler.

## Geografie
Die Einöde liegt an der Sulzach. Eine Gemeindeverbindungsstraße führt zum Georgenhof (0,2 km westlich) bzw. zu einer Gemeindeverbindungsstraße (0,1 km östlich), die nach Poppenweiler (0,1 km nördlich) bzw. am Jungenhof vorbei zur Staatsstraße 1066 (0,6 km südlich) bei Feuchtwangen verläuft.

## Geschichte
Der Ort wurde am 25. Mai 1290 genannt als die Mühle, gelegen in Oberrode, die der Ritter Kunrat von Kemmaten als Erblehen vom Stift Feuchtwangen an das Katharinenkloster in Augsburg übergab.
Oberrothmühle lag im Fraischbezirk des ansbachischen Oberamtes Feuchtwangen. Die Mahlmühle hatte das Stiftsverwalteramt Feuchtwangen als Grundherrn. An diesen Verhältnissen änderte sich bis zum Ende des Alten Reichs nichts. Von 1797 bis 1808 unterstand der Ort dem Justiz- und Kammeramt Feuchtwangen. 
Mit dem Gemeindeedikt (frühes 19. Jahrhundert) wurde Oberrothmühle dem Steuerdistrikt Tauberschallbach und der Ruralgemeinde Banzenweiler zugeordnet. Im Zuge der Gebietsreform wurde Oberrothmühle am 1. Juli 1971 nach Feuchtwangen eingemeindet.

## Einwohnerentwicklung
| Jahr      | 001818 | 001840 | 001861 | 001871 | 001885 | 001900 | 001925 | 001950 | 001961 | 001970 | 001987 |
| Einwohner | 7      | 9      | 5      | 5      | 11     | 4      | 5      | 7      | 8      | 9      | 7      |
| Häuser    | 2      | 1      |        |        | 2      | 1      | 1      | 1      | 1      |        | 1      |
| Quelle    | [ 10 ] | [ 11 ] | [ 12 ] | [ 13 ] | [ 14 ] | [ 15 ] | [ 16 ] | [ 17 ] | [ 18 ] | [ 19 ] | [ 1 ]  |

## Religion
Der Ort ist seit der Reformation evangelisch-lutherisch geprägt und nach St. Johannis (Feuchtwangen) gepfarrt. Die Einwohner römisch-katholischer Konfession sind nach St. Ulrich und Afra (Feuchtwangen) gepfarrt.